# Ty vole, na základní škole…
Ty vole, na základní škole… je páté album skupiny Sto zvířat z roku 2002.

## Seznam skladeb
1. Píseň
2. Skandál
3. Škola
4. Novgorod
5. When That I Was And A Little Tiny Boy
6. Kanál
7. Pláč
8. Obrazárna
9. Ksicht
10. Ryba
11. Every Breath You Take
12. Pleše
13. Oaie Scandală
14. Socha
15. La Lumiere Des Ténebres
16. Thunder And Lightning